# Arvicolini
Arvicolini – plemię ssaków z podrodziny karczowników (Arvicolinae) w obrębie rodziny chomikowatych (Cricetidae).

## Rozmieszczenie geograficzne
Plemię obejmuje gatunki występujące w Eurazji i Ameryce Północnej.

## Podział systematyczny
Do plemienia należą następujące rodzaje:
- Arvicola Lacépède, 1799 – karczownik
- Hyperacrius G.S. Miller, 1896 – kaszmirek
- Lemmiscus O. Thomas, 1912 – bylicornik – jedynym przedstawicielem jest Lemmiscus curtatus (Cope, 1868) – bylicornik amerykański
- Chionomys G.S. Miller, 1908 – śnieżnik
- Volemys Zagorodnyuk, 1990 – myszonornik
- Proedromys O. Thomas, 1911 – lasornik – jedynym przedstawicielem jest Proedromys bedfordi O. Thomas, 1911 – lasornik górski
- Mictomicrotus Kryštufek & Shenbrot, 2022 – jedynym przedstawicielem jest Mictomicrotus liangshanensis (Liu Shaoying, Sun Zhiyu, Zeng Zongyong & Zhao Ermi, 2007) – lasornik syczuański
- Lasiopodomys Lataste, 1887 – chinornik
- Stenocranius Kastschenko, 1901
- Neodon Horsfield, 1841 – nornikowiec
- Alexandromys Ognev, 1914
- Microtus Schrank, 1798 – nornik